# オオヨドシマドジョウ
オオヨドシマドジョウ（ Cobitis sakahoko）は、大淀川固有のシマドジョウ属の一種。近年までヤマトシマドジョウと同一視されてきた。本種は異種間交雑由来の4倍体性種であると考えられている。

## 分布
宮崎県と鹿児島県に流れる、大淀川水系中流域の流れの緩やかな砂底のみ。

## 形態
全長8-12cm。胸鰭から腹鰭にかけての筋節数は多くの場合14。口ひげは3対で、このうち第二口ひげは眼径より長い。ヤマトシマドジョウに似た斑点をもつ。頭部に対する吻長の長さはオス個体が 39.2%、メス個体が 39.6%である。オス胸鰭基部の骨質盤はヤマトシマドジョウ同様円形で、第1分枝軟条上片の幅は広く先端が細く突出している。尾鰭付け根には明瞭な 2 黒点があり、上部のものは漆黒の楕円形で眼径よりやや大きく、下部はやや薄く半月状で小さい。背鰭と尾鰭には弧状横帯が4～5ある。

## 生態
抽水植物などが植生する清流を好み、泥がほとんど堆積していない川底に生息する。生活史は不明だが、ヤマトシマドジョウと同様に、岸際にある伏流水が流れ出る植生があるような底で産卵すると推測される。野外では2年以上生き、飼育下では3年以上生存する。

## 研究の推移
特に宮崎県・鹿児島県に流域をもつ大淀川水系に分布するシマドジョウ属については，1951年、皆森が大淀川のシマドジョウ(Cobitis biwae)の特異集団を報告し、1971年には、原色淡水魚類検索図鑑で、同様に大淀川水系にシマドジョウが分布するとしたものの、1995年、赤崎はこれらには触れずにヤマトシマドジョウを記録するなど、大きく混乱していた。2011年、2011年に中島らにより大淀川水系の一支流から採集されたシマドジョウ属がこれらのいずれの種とも異なることが形態的・遺伝的に明らかにされ、和名オオヨドシマドジョウが提唱された。2015年に新種記載され、Cobitis sakahokoと命名された。これらの経緯から、大淀川水系に産するシマドジョウ属はヤマトシマドジョウではなく、すべてオオヨドシマドジョウであると認識されるようになった。その後、2019年に中島らによってヤマトシマドジョウ種群も鹿児島県内の大淀川支流から確認されている
。本種が生息する地域は火山活動による環境改変が長期的観点でみると著しく速く、このような環境で固有の淡水魚が生まれることは、生物地理学的に大変珍しく、研究が待たれる。

## 名前
種小名のsakahokoは、霧島連山の主峰、高千穂峰山頂に立つ「天の逆鉾」に由来する。骨質盤をこの鉾に見立てたことにちなむ。
本種は、カワドジョウ、カンドジョウ、シマドジョウなどの名前でも呼ばれる。

## 保全状況
環境省のレッドリストでは絶滅危惧ⅠB類に指定されている。
絶滅危惧IB類 (EN)（環境省レッドリスト）
（レッドリスト）